# Felix Gasselich
Felix Gasselich, né le 21 décembre 1955 à Vienne, est un footballeur international autrichien évoluant au poste de milieu de terrain. 
Entre 1978 et 1984, il est appelé à 19 reprises en sélection nationale.

## Palmarès
| Compétitions internationales          | Compétitions nationales |
| - Coupe des coupes - Finaliste : 1978 | - Championnat d'Autriche (5) - Champion : 1976, 1978, 1979, 1980, 1981 - Coupe d'Autriche (4) - Vainqueur : 1974, 1977, 1980, 1982 - Championnat des Pays-Bas (1) - Champion : 1985 |